# Dolichopeza panda
Dolichopeza panda är en tvåvingeart som beskrevs av Alexander 1958. Dolichopeza panda ingår i släktet Dolichopeza och familjen storharkrankar. Inga underarter finns listade i Catalogue of Life.